# Gnaeus Octavius (Konsul 128 v. Chr.)
Gnaeus Octavius war ein römischer Politiker des 2. Jahrhunderts v. Chr.
Octavius war der Sohn des gleichnamigen Konsuls von 165 v. Chr. Im Jahr 128 v. Chr. war er selbst Konsul und in den folgenden Jahren als Gerichtsredner tätig. Auch sein Sohn Gnaeus und seine mutmaßlichen Enkel Lucius und Gnaeus gelangten zum Konsulat, Marcus Octavius, vermutlich ein weiterer Sohn, war Volkstribun.